# Lady Waks
Lady Waks — (настоящее имя Александра Серёгина) российский диджей, музыкант, промоутер, продюсер, радиоведущая.

## Биография
Lady Waks — диджей, радиоведущая, продюсер, дизайнер, владелица лейбла.
Провела детство в Германии. Вернулась в Россию в 1999 году и поступила в «Санкт-Петербургский государственный университет культуры и искусств» на факультет «Медиа Дизайна»
В 1999 году занялась организацией break-battle’ов и graffiti-session’ов продвигая культуру в массы. Вскоре после этого, она получила предложение от радиостанции Рекорд вести собственную программу «Hip-hop Session». Для семнадцатилетней девушки — это яркое начало карьеры.
Спустя некоторое время Lady Waks пробует себя в новом качестве — начинает организовывать клубные ночные мероприятия, на которые привозит иностранных артистов. И у неё это получается. На её вечеринках под названием «In Beat We Trust Архивная копия от 18 ноября 2018 на Wayback Machine» (IBWT) побывали все звезды брейк-бит-сцены, включая The Crystal Method, Hybrid, Westbam, Stanton Warriors, Krafty Kuts, Leeroy Thornhill и международных резидентов Atomic Hooligan и Jay Cunning.
В 2005 году Lady Waks вместе с компанией Contrforce организовала брейкбит фестиваль, именуемый «Breaks Arena». Эта брейкс-вечеринка проводилась ежегодно, усилиями самой Lady Waks.
2006−2007 объехала всю Европу в рамках тура «Electric Kingdom» вместе с Westbam и Hardy Hard, работала с ними, с Africa Baambaata и Africa Islam над треками, писала в студии музыку с Deekline. Отыграла на «Love Parade», выступила в составе «MAYDAY» в Германии, Польше и России.
В 2007 Александра создала букинг-агентство, действующее и по сей день. Агентство представляет иностранных брейкс-артистов в России. В этом же году Lady Waks начала сотрудничать с «Республикой КаZантип», организовать мероприятия, привозить туда артистов.
Мировую известность Lady Waks принес выпущенный на лондонском лейбле «MENU Music» трек под названием «Minimal», вокал к нему записал сын Africa Baambaata, Africa Islam. На композицию обрушилась критика, но слушатели приняли её на ура и трек даже попал в номинацию «Лучший сингл 2007» на ежегодном международном голосовании International Breakbeat Awards — Breakspoll 2007. После этого трека последовали другие — «Records Back», «Ya Booty» «Destination Planet Bass», «Downstroke», «Take it easy», «Bass Planet», «Lo Rider».
В 2008 году на Breakspoll Awards Lady Waks была номинирована сразу в двух категориях: как «Лучший прорыв — брейкс-диджей» и «Лучший прорыв — брейкс-продюсер». По итогам голосования победила во второй номинации. В этом же году, но на испанской премии IBA «International Breaks Awards», Lady Waks вместе с MC Chikaboo (UK) заняла второе место как лучший интернациональный коллектив.
В мае 2014 года на тринадцатом международном голосовании Breakspoll Awards Lady Waks была выбрана лучшим Диджеем 2014 года «BEST DJ». В 2015 году снова победила в этой номинации и стала лучшим Диджеем «BEST DJ» второй год подряд.
Александра Waks отыграла свои сеты в Китае, Великобритании, Германии, Испании, Франции, Австрии, Италии, Бельгии. Она периодически ездит в турне по Канаде, США, Австралии, Тасмании и Новой Зеландии. Организатор фестивалей в Санкт-Петербурге и по всей России.
Сегодня Lady Waks ведет брейкс-эфир на радио «Record», привозит в Россию иностранных артистов, организует мероприятия IBWT, на собственном лейбле «InBeatWeTrust Music» выпускает музыку российских и зарубежных продюсеров, работает над новыми треками.

## Рейтинг
2008 — DJ года по версии Osravers Music Awards (Санкт-Петербург)
2008 — Best Breakthrough Producer по версии Breakspoll — International Breakbeat Awards (UK)
2013 — Best Producer по версии Breakspoll — International Breakbeat Awards (UK)
2013 — Best Radio Show по версии Breakspoll — International Breakbeat Awards (UK)
2013 — Best Track по версии Breakspoll — International Breakbeat Awards (UK)
2014 — Best DJ по версии Breakspoll — International Breakbeat Awards (UK)
2015 — Best DJ по версии Breakspoll — International Breakbeat Awards (UK)
2015 — Best DJ по версии IBA — International Breaks Awards (Spain)
2016 — Best DJ по версии IBA — International Breaks Awards (Spain)
2016 — Best Track по версии IBA — International Breaks Awards (Spain)
2017 — Best DJ по версии IBA — International Breaks Awards (Spain)

## Дискография
- Listen (12") West Records, 2006
- Minimal (12") MENUmusic, 2007
- Shake it (12") MENUmusic, 2007
- Bass Planet (12") // LJ Recordings, Bass Planet, 2008
- Destination Planet Bass (12") // Bass Planet, 2009
- Take It Easy (12") // Bass Planet, 2009
- Records Back (12") // Zoo land, 2009
- Downstroke (CD/digilal) // ADHD Digital, 2009
- Ya Booty (digital) // InBeatWeTrust Music, 2009
- Lo Rider (digital) // Rat Records, 2010
- Shake It Down (digital) // InBeatWeTrust Music, 2010
- Round the Globe // MENUmusic, 2012
- Shock Out // InBeatWeTrust Music, 2014
- SoundBoy // InBeatWeTrust Music, 2015
- Booty Bounce feat Ragga Twins // InBeatWeTrust Music, 2015
- Hot Ting // InBeatWeTrust Music, 2018
- Hot Steppa // Jungle Cakes records , 2019 // Lady Waks - Deekline - Freestylers feat Black Out Ja, Steppa Style, Tenor Youthman
- Conquered // Jungle Cakes records , 2019 // Lady Waks - Deekline - Freestylers feat Black Out Ja, Steppa Style
- Groove Shake // InBeatWeTrust Music, 2020
- Bring the vibe // InBeatWeTrust Music, 2020 // Lady Waks & Freestylers feat MC Spyda
- Ne spit nochami// InBeatWeTrust Music, 2020 // Lady Waks & Mutantbreakz feat Steppa Style

Сборники (миксы):
- «Under Construction» 2004
- «Funky Games» // Mediatone 2005
- «Br**ks Point» совместно с DJ Quest // MacroVision Records 2005
- «Breaks Arena Compilation Pt2» // StepSine Records 2007

Участие в сборниках:
- «FabricLive. 34» 2007
- «8 YEARS IBWT mix: Break Me» 2008
- «It’s Good For The Soul» 2009
- «Bass Shakers 2015» 2015

## Видеоклипы
- 2012 — Lady Waks feat. MC Manic — Round The Globe[18]
- 2015 — Lady Waks & MutantBreakz feat. Kathika — Soundboy[19]
- 2019 — Lady Waks - Deekline - Freestylers feat Black Out Ja, Steppa Style - Hot Steppa
- 2019 — Lady Waks - Deekline - Freestylers feat Black Out Ja, Steppa Style, Tenor Youthman -  Conquered

## Фильмография
- 2007 — «In Breaks We Trust» (камео)[20]
- 2013 — «Zомби каникулы 3D» (камео)